# Квич Олег Дмитрович
Олег Дмитрович Квич (нар. 12 вересня 1996, Ужгород, Україна) — український футболіст, нападник чеського клубу «Збройовка».

## Клубна кар'єра
Футбольну кар'єру розпочав у ФК «Мукачево», в якому займався до 2011 року. Вихованець молодіжної академії «Скали». Виступаючи у ДЮФЛУ зарекомендував себе як бомбардир, у фнальній частині чемпіонату U-17 у 4-х зіграних матчах відзначився 7-а голами. У середині липня 2013 року побував на перегляді в дніпропетровському «Дніпрі», але команді не підійов. У сезоні 2014/15 років виступав у чемпіонаті України U-19, де в 23-х матчах відзначився 11-а голами. Завдяки власній результативності отримав можливість проявити себе й у першій команді стрийського клубу. Дебютував за «Скалу» 29 березня 2014 року в програному (0:2) домашньому поєдинку 25-о туру Другої ліги проти кременчуцького «Кременя». Олег вийшов на поле на 67-й хвилині, замінивши Андрія Ковальчука. Дебюним голом за стрийський клуб відзначився 27 травня 2014 року на 88-й хвилині програного (2:5) домашнього поєдинку 36-о туру Другої ліги проти дніпродзержинської «Сталі». Квич вийшов на поле 65-й хвилині, замінивши Віталія Лазаренка.У команді виступав до 2016 року, за цей час у Другій та Першій лігах чемпіонату України відіграв 32 матчі та відзначився 4-а голами.
Під час зимової перерви сезону 2016/17 років перейшов до ФК «Сталь» (Ряшів). У другій частині сезону відіграв 10 поєдинків у третій лізі польського чемпіонату. У 2017 році виступав у нижчоліговому чеському клубі «Сокол» (Прібисавице). Під час зимової паузи сезону 2017/18 років перейшов до іменитішого чеського клубу — «Збройовка», але на даний час виступає виключно в другій команді клуб.

## Кар'єра в збірній
Викликався до юнацьких збірних України різних вікових категорій.

## Стиль гри
|  | Серед сильних ігрових якостей Квича... висока стартова швидкість. |